# Formule 1 v roce 1950
Sezóna závodů Formule 1 v roce 1950 byla oficiálně prvním mistrovstvím světa vozů Formule 1.

## Vznik
Iniciativa, která se hodně přiblížila konceptu mistrovství světa F1, je mistrovství světa značek, které vzniklo v roce 1925. Originální byl především systém bodování, vítězem se stala značka, která shromáždila nejméně bodů. První tři piloti byli hodnoceni jedním, dvěma a třemi body ostatní dostali šest bodů.
S myšlenkou uspořádat mistrovství světa Formule 1 přišel v roce 1949 italský delegát Antonio Brivio Sforza a zároveň navrhl pravidla a propozice, podle kterých se závodí s menšími úpravami dodnes.
13. května 1950 se na okruhu v Silverstone, sešli účastníci prvního závodu ze sedmi na programu premiérového šampionátu Formule 1. Další závody se uskutečnily v Monte Carlu, ve švýcarském Bremgartenu, belgickém lázeňském městě Spa-Francorchamps, francouzském Remeši a italské Monze dále byl do konečného hodnocení započítáván závod na 500 mil v Indianapolis.
V Evropě se jelo dalších 16 závodů F1, které se do mistrovství nezapočítávaly, dalších 11 závodů pro vozy Formule 1 se jely v rámci jihoamerické série Formula Libre.
Alfy Romeo kralovaly prvnímu ročníku světového mistrovství a Farina s Fangiem se podělili o vítězství ve všech významných Velkých cenách. Protože Giuseppe Farina získal více bodů na dalších bodovaných místech, stal se prvním mistrem světa. Bylo mu 44 let. O převaze vozů Alfa Romeo svědčí skutečnost, že vyhrály všech deset závodů, ve kterých startovaly, přičemž sedmkrát obsadily obě prvá místa a třikrát dokonce tři prvá místa v závodě.

## Pravidla
První rok mistrovství světa monopostů formule 1 se jelo podle pravidel z roku 1946, která povolovala objem motorů 1500 cc s kompresorem nebo 4 500 cc atmosférické. Do každého závodu se mohl přihlásit libovolný počet jezdců a nebylo ani omezen počet jezdců v jednotlivých týmech. Startovní čísla nebyla stabilní a měnila se každým závodem. V Monaku na vozy připevňovaly jen sudé číslice, aby se tak nemuselo přidělovat číslo 13.
- Boduje prvních pět jezdců podle klíče:
  - 1. 8 bodů
  - 2. 6 bodů
  - 3. 4 body
  - 4. 3 body
  - 5. 2 body
  - 1 bod získá pilot za nejrychlejší kolo
- Do konečné klasifikace se započítávají pouze 4 nejlepší výsledky ze 7 závodů, které jsou v rámci mistrovství světa.

## Týmy a jezdci

### Vozy
| Adams         | Alfa Romeo 158   | Alfa Romeo 8C-308        | Alta GP        | Bardazon           | Bromme               |
| Cantarano     | Cooper T 12      | Deidt Tuffanelli Derrico | ERA A          | ERA B              | ERA B/C              |
| ERA E         | Ewing            | Ferrari 125              | Ferrari 166    | Ferrari 166 S      | Ferrari 275          |
| Ferrari 375   | Gdula            | Kupiec                   | Kurtis         | Kurtis 1000        | Kurtis 2000          |
| Kurtis 3000   | Langley          | Lesovsky                 | Marchese       | Maserati 4CL       | Maserati 4CLT/48     |
| Maserati 8CTF | Maserati 4CLT/50 | Meyer                    | Miller         | Moore              | Nichels              |
| Olson Special | R Miller         | Rae                      | Scopa          | Simca Gordini T 15 | Snowberger           |
| Stevens       | SVA              | Talbot T26C              | Talbot T26C-DA | Talbot T26C-GS     | Watson Indy Roadster |
| Weidel        | Wetteroth        | -                        | -              | -                  | -                    |
| ------------- | ---------------- | ------------------------ | -------------- | ------------------ | -------------------- |

### Složení týmů
| Tým                           | Šasi a motor                                                               | Startovní čísla                                                             | Jezdci                                                                                           |
| ----------------------------- | -------------------------------------------------------------------------- | --------------------------------------------------------------------------- | ------------------------------------------------------------------------------------------------ |
| A. J. Watson                  | Watson-Offenhauser                                                         | 45                                                                          | Dick Rathmann                                                                                    |
| Bowes Racing Inc              | Lesovsky-Offenhauser                                                       | 55                                                                          | Troy Ruttman                                                                                     |
| Carl Marchese                 | Marchese-Offenhauser                                                       | 2                                                                           | Myron Fohr                                                                                       |
| Charles Pritchard             | Kurtis Kraft-Offenhauser                                                   | 4 15                                                                        | Walt Brown Mack Hellings                                                                         |
| Cummins Engine Co             | Kurtis Kraft-Cummins                                                       | 61                                                                          | Jimmy Jackson                                                                                    |
| Ervin Wolfe                   | Kurtis Kraft-Offenhauser                                                   | 17                                                                          | Joie Chitwood Tony Bettenhausen                                                                  |
| Grancor Auto Specialists      | Kurtis Kraft-Offenhauser                                                   | 59                                                                          | Pat Flaherty                                                                                     |
| Horschell Racing Co.          | Cooper-JAP                                                                 | 8                                                                           | Harry Schell                                                                                     |
| Howard Keck Co.               | Deidt-Offenhauser                                                          | 31                                                                          | Mauri Rose                                                                                       |
| Indianapolis Race Cars        | Maserati-Offenhauser                                                       | 12                                                                          | Henry Banks Fred Agabashian                                                                      |
| J. C. Agajanian               | Kurtis Kraft-Offenhauser                                                   | 98                                                                          | Walt Faulkner                                                                                    |
| Jack B. Hinkle                | Kurtis Kraft-Offenhauser                                                   | 49                                                                          | Jack McGrath                                                                                     |
| Joe Langley                   | Langley-Offenhauser                                                        | 79                                                                          | Gene Hartley                                                                                     |
| John Lorenz                   | Wetteroth-Offenhauser                                                      | 76                                                                          | Jim Rathmann                                                                                     |
| Kurtis Kraft Inc              | Kurtis Kraft-Offenhauser                                                   | 1 28                                                                        | Johnnie Parsons Fred Agabashian                                                                  |
| Ludson D. Morris              | Kurtis Kraft-Offenhauser                                                   | 81                                                                          | Jerry Hoyt                                                                                       |
| Lou Moore                     | Deidt-Offenhauser Lesovsky-Offenhauser Moore-Offenhauser Deidt-Offenhauser | 3 5 8 14                                                                    | Bill Holland George Connor Lee Wallard Tony Bettenhausen                                         |
| Louis Rassey                  | Snowberger-Offenhauser                                                     | 67                                                                          | Bill Schindler                                                                                   |
| M. A. Walker                  | Kurtis Kraft-Offenhauser                                                   | 54                                                                          | Cecil Green                                                                                      |
| M. Pete Wales                 | Kurtis Kraft-Offenhauser                                                   | 62                                                                          | Johnny McDowell                                                                                  |
| Milt Marion                   | Kurtis Kraft-Offenhauser                                                   | 23                                                                          | Sam Hanks                                                                                        |
| Murrell Belanger              | Stevens-Offenhauser                                                        | 18                                                                          | Duane Carter                                                                                     |
| Norm Olson                    | Olson-Offenhauser                                                          | 77                                                                          | Jackie Holmes                                                                                    |
| Pat Clancy                    | Ewing-Offenhauser                                                          | 22                                                                          | Jimmy Davies                                                                                     |
| Paul Russo & Ray Nichels      | Nichels-Offenhauser                                                        | 7                                                                           | Paul Russo                                                                                       |
| R. A. Cott                    | Maserati-Offenhauser                                                       | 21                                                                          | Spider Webb                                                                                      |
| Richard L. Palmer             | Adams-Offenhauser                                                          | 24                                                                          | Bayliss Levrett Bill Cantrell                                                                    |
| Sampson Manufacturing Co.     | Rae-Offenhauser                                                            | 27                                                                          | Walt Ader                                                                                        |
| Verlin Brown                  | Kurtis Kraft-Offenhauser                                                   | 69                                                                          | Duke Dinsmore                                                                                    |
| Scuderia Alfa Romeo           | Alfa Romeo                                                                 | 1 – 6 – 10 – 14 – 18 – 34 – 60 2 – 8 – 10 – 16 – 32 3 – 4 – 12 – 36 4 46 60 | Juan Manuel Fangio Nino Farina Luigi Fagioli Reg Parnell Consalvo Sanesi Piero Taruffi           |
| Ferrari                       | Ferrari                                                                    | 2 – 22 – 38 4 – 16 – 18 – 40– 48 20 – 42 48                                 | Luigi Villoresi Alberto Ascari Raymond Sommer Dorino Serafini                                    |
| Clemente Biondetti            | Ferrari-Jaguar                                                             |                                                                             | Clemente Biondetti                                                                               |
| Officine Alfieri Maserati     | Maserati                                                                   | 6 – 19 – 26 – 30 –48 4 – 28 – 44                                            | Louis Chiron Franco Rol                                                                          |
| Scuderia Achille Varzi        | Maserati                                                                   | 2 – 36 4 2 40                                                               | José Froilan González Alfredo Pian Nello Pagani Toni Branca                                      |
| Scuderia Ambrosiana           | Maserati                                                                   | 5 – 50 6 – 34 32                                                            | David Murray David Hampshire Reg Parnell                                                         |
| Scuderia Milano               | Maserati-Milano                                                            | 22 – 34 – 40 – 52 62                                                        | Felice Bonetto Franco Comotti                                                                    |
| Automobiles Talbot-Darracq SA | Talbot-Lago-Talbot                                                         | 6 –14 – 18 10 – 14 – 15 – 20 16 8 – 17 22 12                                | Yves Giraud-Cabantous Louis Rosier Philippe Étancelin Eugène Martin Pierre Levegh Raymond Sommer |
| Charles Pozzi                 | Talbot-Lago-Talbot                                                         | 26                                                                          | Charles Pozzi Louis Rosier                                                                       |
| Ecurie Bleue                  | Talbot-Lago-Talbot                                                         | 44 101                                                                      | Harry Schell Louis Rosier                                                                        |
| Ecurie Lutetia                | Talbot-Lago-Talbot                                                         | 20                                                                          | Eugène Chaboud                                                                                   |
| Ecurie Rosier                 | Talbot-Lago-Talbot                                                         | 15 – 58 64                                                                  | Louis Rosier Henri Louveau                                                                       |
| Guy Mairesse                  | Talbot-Lago-Talbot                                                         | 40                                                                          | Guy Mairesse                                                                                     |
| Philippe Étancelin            | Talbot-Lago-Talbot                                                         | 14, 16, 24, 42 16                                                           | Philippe Étancelin Eugène Chaboud                                                                |
| Pierre Levegh                 | Talbot-Lago-Talbot                                                         | 56                                                                          | Pierre Levegh                                                                                    |
| Raymond Sommer                | Talbot-Lago-Talbot                                                         | 6 – 12                                                                      | Raymond Sommer                                                                                   |
| Equipe Gordini                | Simca-Gordini                                                              | 10 – 44 12 – 42                                                             | Robert Manzon Maurice Trintignant                                                                |
| Ecurie Belge                  | Talbot-Lago-Talbot                                                         | 2 – 4 – 6 – 18 – 24 – 42                                                    | Johnny Claes                                                                                     |
| Antonio Branca                | Maserati                                                                   | 30                                                                          | Toni Branca                                                                                      |
| Enrico Platé                  | Maserati                                                                   | 20 – 32 – 38 – 52 21 – 50 – 30                                              | Toulo de Graffenried Prince Bira                                                                 |
| Paul Pietsch                  | Maserati                                                                   | 28                                                                          | Paul Pietsch                                                                                     |
| Peter Whitehead               | Ferrari                                                                    | 8 – 14 – 28                                                                 | Peter Whitehead                                                                                  |
| Joe Fry                       | Maserati                                                                   | 10 10                                                                       | Joe Fry Brian Shawe-Taylor                                                                       |
| Geoffrey Crossley             | Alta                                                                       | 24 – 26                                                                     | Geoff Crossley                                                                                   |
| Joe Kelly                     | Alta                                                                       | 23                                                                          | Joe Kelly                                                                                        |
| Bob Gerard                    | ERA                                                                        | 12 – 26                                                                     | Bob Gerard                                                                                       |
| Cuth Harrison                 | ERA                                                                        | 11 – 24 – 32                                                                | Cuth Harrison                                                                                    |
| Peter Walker                  | ERA                                                                        | 9                                                                           | Peter Walker Tony Rolt                                                                           |
| Taso Mathieson                | ERA                                                                        | 8                                                                           | Leslie Johnson                                                                                   |

## Závody započítávané do MS
| Datum             | Grand Prix                            | Náhled | Akce               | Jezdec             | Vůz            | Stav MS            |
| ----------------- | ------------------------------------- | ------ | ------------------ | ------------------ | -------------- | ------------------ |
| 1. GP 13. květen  | Velká Británie Silverstone (Výsledky) |        | Závod              | Giuseppe Farina    | Alfa Romeo 158 | Giuseppe Farina    |
| 1. GP 13. květen  | Velká Británie Silverstone (Výsledky) | Kolo   | Giuseppe Farina    | Alfa Romeo 158     |                | Giuseppe Farina    |
| 1. GP 13. květen  | Velká Británie Silverstone (Výsledky) | Pole   | Giuseppe Farina    | Alfa Romeo 158     |                | Giuseppe Farina    |
| 2. GP 21. květen  | Monako Circuit de Monaco (Výsledky)   |        | Závod              | Juan Manuel Fangio | Alfa Romeo 158 | Giuseppe Farina    |
| 2. GP 21. květen  | Monako Circuit de Monaco (Výsledky)   | Kolo   | Juan Manuel Fangio | Alfa Romeo 158     |                | Giuseppe Farina    |
| 2. GP 21. květen  | Monako Circuit de Monaco (Výsledky)   | Pole   | Juan Manuel Fangio | Alfa Romeo 158     |                | Giuseppe Farina    |
| 3. GP 30. květen  | Indy 500 Indianapolis (Výsledky)      |        | Závod              | Johnnie Parsons    | Kurtis Kraft   | Giuseppe Farina    |
| 3. GP 30. květen  | Indy 500 Indianapolis (Výsledky)      | Kolo   | Johnnie Parsons    | Kurtis Kraft       |                | Giuseppe Farina    |
| 3. GP 30. květen  | Indy 500 Indianapolis (Výsledky)      | Pole   | Walt Faulkner      | Kurtis Kraft       |                | Giuseppe Farina    |
| 4. GP 4. červen   | Švýcarsko Bremgarten (Výsledky)       |        | Závod              | Giuseppe Farina    | Alfa Romeo 158 | Giuseppe Farina    |
| 4. GP 4. červen   | Švýcarsko Bremgarten (Výsledky)       | Kolo   | Giuseppe Farina    | Alfa Romeo 158     |                | Giuseppe Farina    |
| 4. GP 4. červen   | Švýcarsko Bremgarten (Výsledky)       | Pole   | Juan Manuel Fangio | Alfa Romeo 158     |                | Giuseppe Farina    |
| 5. GP 18. červen  | Belgie Spa-Francorchamps (Výsledky)   |        | Závod              | Juan Manuel Fangio | Alfa Romeo 158 | Giuseppe Farina    |
| 5. GP 18. červen  | Belgie Spa-Francorchamps (Výsledky)   | Kolo   | Giuseppe Farina    | Alfa Romeo 158     |                | Giuseppe Farina    |
| 5. GP 18. červen  | Belgie Spa-Francorchamps (Výsledky)   | Pole   | Giuseppe Farina    | Alfa Romeo 158     |                | Giuseppe Farina    |
| 6. GP 2. červenec | Francie Remeš (Výsledky)              |        | Závod              | Juan Manuel Fangio | Alfa Romeo 158 | Juan Manuel Fangio |
| 6. GP 2. červenec | Francie Remeš (Výsledky)              | Kolo   | Juan Manuel Fangio | Alfa Romeo 158     |                | Juan Manuel Fangio |
| 6. GP 2. červenec | Francie Remeš (Výsledky)              | Pole   | Juan Manuel Fangio | Alfa Romeo 158     |                | Juan Manuel Fangio |
| 7. GP 3. září     | Itálie Monza (Výsledky)               |        | Závod              | Giuseppe Farina    | Alfa Romeo 158 | Giuseppe Farina    |
| 7. GP 3. září     | Itálie Monza (Výsledky)               | Kolo   | Juan Manuel Fangio | Alfa Romeo 158     |                | Giuseppe Farina    |
| 7. GP 3. září     | Itálie Monza (Výsledky)               | Pole   | Juan Manuel Fangio | Alfa Romeo 158     |                | Giuseppe Farina    |

### První Grand Prix
Britský autoklub RAC uspořádal historicky první Grand Prix v rámci mistrovství světa, která byla označována jako III. RAC British Grand Prix nebo také jako XI. Grand Prix d'Europe. Závod se odehrál na improvizované dráze, která vznikla na ploše silverstonského letiště a mezi početným houfem diváku byl i na čestné tribuně král Jiří IV s celou rodinou. V celém závodním víkendu dominovaly vozy Alfa Romeo a ze čtveřice jezdců milánské automobilky si suverénně počínal Giuseppe Farina, který získal jak pole position, tak nejrychlejší kolo v závodě a nakonec i vítězství čímž získal i první hattrick. Nadvládu Alfy Romeo potvrdil i druhý Luigi Fagioli a třetí Reg Parnell.

### První hromadná havárie
Druhý závod mistrovství světa se konal v uličkách města Monte Carlo. Závod se zdramatizoval hned v prvním kole, kdy se za zády Juana Manuela Fangia srazilo deset vozů. Fangio jedoucí na čele ještě situaci zvládl, ale na druhé pozici jedoucí Farina škrtl o Gonzalezovo Maserati, které začalo hořet. Argentinec stihl z vozu vyskočit, v kolizi tak končí dva favorité závodu Farina a Fangio, Luigi Villoresi se dokázal z kolize vymanit a pokračoval tak v závodě až do 64 kola, kdy se ukázalo, že si poškodil osu. V havárii zakončilo své ambice na dobré umístění deset pilotů z 19 startujících.
Juan Manuel Fangio si bez větších problémů dojel pro své první vítězství ve formuli 1 a dokázal získat Hat trick stejně jako jeho týmový kolega Farina v předchozím závodě. A protože v celém závodě nebylo nikoho, kdo by ho vystřídal v čele závodu, získal i Chelem.

### 500 mil v Indianapolis
Součástí nově vzniklého světového šampionátu byl i závod na 500 mil v Indianapolis, který se ovšem musel obejít bez evropských závodníků. Závod se uskutečnil 30. května v na okruhu ve staré cihelně v Indianapolis. 34 ročník závodu na 500 mil se netradičně konal v úterý, kam byl z důvodu deště v neděli i v pondělí přeložen. Také v den závodu se na trať spustil déšť a tak závod původně vypsaný na 200 kol, byl po 138 kolech ukončen a vítězem byl vyhlášen nováček Johnnie Parsons, který startoval z pátého místa. Pole positions si v kvalifikaci zajistil Walt Faulkner, který v závodě získal sedmé místo.

### Švýcarská GP
Také švýcarská grand prix byla ve znamení bitvy, která se omezila pouze na jezdce milanské automobilky Alfa Romeo. V kvalifikaci její piloti obsadili celou první řadu v pořadí Juan Manuel Fangio, Giuseppe Farina a Luigi Fagioli. Zatímco Ferrari na nejpomalejší Alfu ztrácelo necelou minutu, rozdíl dalších konkurentů byl téměř propastný. V samotném závodě se milanským vozům nikdo nevyrovnal a přestože Fangio pro poruchu odstoupil, Farina a Fagioli si dojeli pro další dvoj vítězství.

### Spa Francorchamps
Stejně jako v ostatních závodech tak i v Belgii opanovaly čelo startovního pole všechny tři Alfetty. Farina na startu zaspal a proklouzl před něj Fangio, pozice si prohodili i Fagioli s Villoresim a na pátou příčku se prodral Ascari. Čelo startovního pole tak ovládla rudá barva italských strojů, za kterou se seřadili modré Talboty.Juan Manuel Fangio si vítězstvím a ziskem 8 bodů si zachoval šanci na zisk titulu. Fagioli po třech druhých místech nastřádal 18 bodů a dostal se tak před Fangia o pouhý bod, Farina v závodě získal důležité tři body a další bod za nejrychlejší kolo a upevnil si tak vedení v šampionátu.

### Grand Prix de l'ACF
Prakticky jediný, kdo mohl pomýšlet na titul mistra světa, sedlal vůz Alfa Romeo. Tato milánská značka přivezla na Grand Prix Francie trojicí nejvážnějších uchazečů, Giuseppe Farinu, Luigiho Fagioliho a Juana Manuela Fangia. Již kvalifikace zcela jasně ukázala rozložření sil ve startovním poli, první tři místa na startu si podle očekávání vybojovali jezdci Alfy Romeo. Ferrari mělo problémy s novým motorem V12 a tak z kvalifikace odstoupilo a oba jezdci se zúčastnili pouze doprovodného závodu Formule 2 s vozy Ferrari 166. Farinu nakonec vyřadila porucha jeho vozu, přesto byl klasifikován na sedmém místě se ztrátou devíti kol. Vítězem se stal Fangio před Fagiolim, pouze tito piloti dokázali absolvovat plný počet kol, třetí v cíli Whitehead ztrácel již tři kola.

### Italské finále
Šanci získat titul mistra světa, mělo pouze hvězdné F trio z týmu Alfa Romeo, Juan Manuel Fangio, který měl na svém kontě 26 bodů a dvou bodový náskok před druhým Fagiolim. Fangiovi stačilo k zisku titulu dojet na druhém místě, nebo bodovat na třetím, čtvrtém či pátém místě a to za předpokladu, že Farina nezvítězí. Giuseppe Farina utočil na titul ze třetí pozice se čtyř bodovou ztrátou, a k zisku titulu musel zvítězit a doufat, že Fangio nebude lepší než třetí. Paradoxně nejhůře na tom byl druhý muž celkového pořadí Luigi Fagioli, který získal již čtyři druhá místa, a protože pravidla dovolovala započítat pouze čtyři nejlepší výsledky, Fagioli musel zvítězit a spoléhat na to, že Farina nezíská lepší než třetí místo a Fangio páté místo. V tomto ohledu na tom byli Farina a Fangio lépe, oba totiž bodovali pouze třikrát a tak se jim žádný výsledek nebude škrtat. Giuseppe Farina zcela ovládl závod na domácí trati a stal se zaslouženě mistrem světa, Juan Manuel Fangio do cile nedojel.

## Konečné hodnocení Mistrovství světa

### Pohár jezdců
| *  | Jezdec                | GBR | MON | 500 | ŠVÝ | BEL | FRA | ITA  | Body    |
| -- | --------------------- | --- | --- | --- | --- | --- | --- | ---- | ------- |
| 1  | Giuseppe Farina       | 1*  | Ret |     | 1*  | 4*  | 7   | 1    | 30      |
| 2  | Juan Manuel Fangio    | Ret | 1*  |     | Ret | 1   | 1*  | Ret* | 27      |
| 3  | Luigi Fagioli         | 2   | Ret |     | 2   | 2   | 2   | 3    | 24 (28) |
| 4  | Louis Rosier          | 5   | Ret |     | 3   | 3   | 6   | 4    | 13      |
| 5  | Alberto Ascari        |     | 2   |     | Ret | 5   |     | 2+   | 11      |
| 6  | Johnnie Parsons       |     |     | 1*  |     |     |     |      | 8       |
| 7  | Bill Holland          |     |     | 2   |     |     |     |      | 6       |
| 8  | Princ Bira            | Ret | 5   |     | 4   |     |     | Ret  | 5       |
| 9  | Reg Parnell           | 3   |     |     |     |     | Ret |      | 4       |
| 10 | Louis Chiron          | Ret | 3   |     | 9   |     | Ret | Ret  | 4       |
| 11 | Mauri Rose            |     |     | 3   |     |     |     |      | 4       |
| 12 | Peter Whitehead       |     |     |     |     |     | 3   | 7    | 4       |
| 13 | Yves Giraud-Cabantous | 4   |     |     | Ret | Ret | 8   |      | 3       |
| 14 | Raymond Sommer        |     | 4   |     | Ret | Ret | Ret | Ret  | 3       |
| 15 | Cecil Green           |     |     | 4   |     |     |     |      | 3       |
| 16 | Robert Manzon         |     | Ret |     |     |     | 4   | Ret  | 3       |
| 17 | Philippe Étancelin    | 8   | Ret |     | Ret | Ret | 5   | 5    | 3       |
| 18 | Dorio Serafini        |     |     |     |     |     |     | 2+   | 3       |
| 19 | Felice Bonetto        |     |     |     | 5   |     | Ret |      | 2       |
| 20 | Tony Bettenhausen     |     |     | 5+  |     |     |     |      | 1       |
| 21 | Joie Chitwood         |     |     | 5+  |     |     |     |      | 1       |
| 22 | Eugent Chaboud        |     |     |     |     | Ret | 5   |      | 1       |

### Jezdci
| *  | Jezdec                | Body    | Vítězství | Podium | Pole | Nej. kolo | Km v čele | Km ujeté |
| -- | --------------------- | ------- | --------- | ------ | ---- | --------- | --------- | -------- |
| 1  | Giuseppe Farina       | 30      | 3         | 3      | 2    | 3         | 1248      | 2059     |
| 2  | Juan Manuel Fangio    | 27      | 3         | 3      | 4    | 3         | 1067      | 2043     |
| 3  | Luigi Fagioli         | 24 (28) | 0         | 5      | 0    | 0         | 49        | 2130     |
| 4  | Louis Rosier          | 13      | 0         | 2      | 0    | 0         | 0         | 1886     |
| 5  | Alberto Ascari        | 11      | 0         | 2      | 0    | 0         | 13        | 1164     |
| 6  | Johnnie Parsons       | 8       | 1         | 1      | 0    | 1         | 463       | 555      |
| 7  | Bill Holland          | 6       | 0         | 1      | 0    | 0         | 32        | 551      |
| 8  | Princ Bira            | 5       | 0         | 0      | 0    | 0         | 0         | 827      |
| 9  | Mauri Rose            | 4       | 0         | 1      | 0    | 0         | 60        | 551      |
| 10 | Reg Parnell           | 4       | 0         | 1      | 0    | 0         | 0         | 404      |
| 11 | Louis Chiron          | 4       | 0         | 1      | 0    | 0         | 0         | 844      |
| 12 | Peter Whitehead       | 4       | 0         | 1      | 0    | 0         | 0         | 930      |
| 13 | Dorio Serafini        | 3       | 0         | 1      | 0    | 0         | 0         | 296      |
| 14 | Yves Giraud-Cabantous | 3       | 0         | 0      | 0    | 0         | 0         | 751      |
| 15 | Raymond Sommer        | 3       | 0         | 0      | 0    | 0         | 71        | 1071     |
| 16 | Cecil Green           | 3       | 0         | 0      | 0    | 0         | 0         | 551      |
| 17 | Robert Manzon         | 3       | 0         | 0      | 0    | 0         | 0         | 521      |
| 18 | Philippe Étancelin    | 3       | 0         | 0      | 0    | 0         | 0         | 1517     |
| 19 | Felice Bonetto        | 2       | 0         | 0      | 0    | 0         | 0         | 408      |
| 20 | Eugent Chaboud        | 1       | 0         | 0      | 0    | 0         | 0         | 537      |
| 21 | Tony Bettenhausen     | 1       | 0         | 0      | 0    | 0         | 0         | 338      |
| 22 | Joie Chitwood         | 1       | 0         | 0      | 0    | 0         | 0         | 330      |
| 23 | Walt Faulkner         | 0       | 0         | 0      | 1    | 0         | 0         | 543      |

Započítávali se pouze 4 výsledky ze 7 GP – Luigi Fagioli byl 4x druhý a 1x třetí. Čtyři body za třetí místo se mu tedy škrtaly.

### Konstruktéři
Pohár konstruktérů se oficiálně pořádá od roku 1958
| *  | Jezdec          | Body | Vítězství | Podium | Pole | Nej. kolo | Km v čele | Km ujeté |
| -- | --------------- | ---- | --------- | ------ | ---- | --------- | --------- | -------- |
| 1  | Alfa Romeo      | 88   | 6         | 12     | 6    | 6         | 2364      | 6784     |
| 2  | Ferrari         | 25   | 0         | 3      | 0    | 0         | 13        | 3676     |
| 3  | Talbot          | 17   | 0         | 2      | 0    | 0         | 71        | 8862     |
| 4  | Kurtis Kraft    | 14   | 1         | 1      | 1    | 1         | 463       | 6002     |
| 5  | Maserati        | 11   | 0         | 1      | 0    | 0         | 0         | 6101     |
| 6  | Deidt           | 10   | 0         | 2      | 0    | 0         | 93        | 1223     |
| 7  | Simca           | 3    | 0         | 0      | 0    | 0         | 0         | 603      |
| 8  | ERA             | 0    | 0         | 0      | 0    | 0         | 0         | 1276     |
| 9  | Lesovsky        | 0    | 0         | 0      | 0    | 0         | 0         | 1066     |
| 10 | Alta            | 0    | 0         | 0      | 0    | 0         | 0         | 889      |
| 11 | Moore (F1)      | 0    | 0         | 0      | 0    | 0         | 0         | 547      |
| 12 | Nichels         | 0    | 0         | 0      | 0    | 0         | 0         | 543      |
| 13 | Marchese        | 0    | 0         | 0      | 0    | 0         | 0         | 535      |
| 14 | Stevens (F1)    | 0    | 0         | 0      | 0    | 0         | 0         | 535      |
| 15 | Langley         | 0    | 0         | 0      | 0    | 0         | 0         | 515      |
| 16 | Ewing           | 0    | 0         | 0      | 0    | 0         | 0         | 515      |
| 17 | Maserati Milano | 0    | 0         | 0      | 0    | 0         | 0         | 503      |
| 18 | Rea             | 0    | 0         | 0      | 0    | 0         | 0         | 495      |
| 19 | Olson           | 0    | 0         | 0      | 0    | 0         | 0         | 495      |
| 20 | Wetteroth       | 0    | 0         | 0      | 0    | 0         | 0         | 491      |
| 21 | Snowberger      | 0    | 0         | 0      | 0    | 0         | 0         | 447      |
| 22 | Adams           | 0    | 0         | 0      | 0    | 0         | 0         | 434      |
| 23 | A. J. Watson    | 0    | 0         | 0      | 0    | 0         | 0         | 101      |
| 24 | Cooper          | 0    | 0         | 0      | 0    | 0         | 0         | 0        |

### Národy
| *  | Jezdec         | Body | Vítězství | Podium | Pole | Nej. kolo | Km v čele | Km ujeté |
| -- | -------------- | ---- | --------- | ------ | ---- | --------- | --------- | -------- |
| 1  | Itálie         | 77   | 3         | 11     | 2    | 3         | 1310      | 7802     |
| 2  | Argentina      | 27   | 3         | 3      | 4    | 3         | 1067      | 2077     |
| 3  | USA            | 24   | 1         | 3      | 1    | 1         | 555       | 15185    |
| 4  | Francie        | 23   | 0         | 2      | 0    | 0         | 71        | 8063     |
| 5  | Velká Británie | 8    | 0         | 2      | 0    | 0         | 0         | 4433     |
| 6  | Thajsko        | 5    | 0         | 0      | 0    | 0         | 0         | 827      |
| 7  | Monako         | 4    | 0         | 1      | 0    | 0         | 0         | 844      |
| 8  | Švýcarsko      | 0    | 0         | 0      | 0    | 0         | 0         | 1576     |
| 9  | Belgie         | 0    | 0         | 0      | 0    | 0         | 0         | 1565     |
| 10 | Irsko          | 0    | 0         | 0      | 0    | 0         | 0         | 265      |

## Závody nezapočítávané do MS
| Datum        | Grand Prix                               | Náhled | Akce               | Jezdec              | Vůz              |
| ------------ | ---------------------------------------- | ------ | ------------------ | ------------------- | ---------------- |
| 10. duben    | Richmond Trophy Goodwood (Výsledky)      |        | Závod              | Reg Parnell         | Maserati 4CLT/48 |
| 10. duben    | Richmond Trophy Goodwood (Výsledky)      | Kolo   | Reg Parnell        | Maserati 4CLT/48    |                  |
| 10. duben    | Richmond Trophy Goodwood (Výsledky)      | Pole   | Cuth Harrison      | ERA B               |                  |
| 10. duben    | Pau (Výsledky)                           |        | Závod              | Juan Manuel Fangio  | Maserati 4CLT/48 |
| 10. duben    | Pau (Výsledky)                           | Kolo   | Juan Manuel Fangio | Maserati 4CLT/48    |                  |
| 10. duben    | Pau (Výsledky)                           | Pole   | Juan Manuel Fangio | Maserati 4CLT/48    |                  |
| 16. duben    | San Remo Ospedaletti (Výsledky)          |        | Závod              | Juan Manuel Fangio  | Alfa Romeo 158   |
| 16. duben    | San Remo Ospedaletti (Výsledky)          | Kolo   | Luigi Villoresi    | Ferrari 125         |                  |
| 16. duben    | San Remo Ospedaletti (Výsledky)          | Pole   | Alberto Ascari     | Ferrari 125         |                  |
| 30. duben    | Paříž Montlhery (Výsledky)               |        | Závod              | Georges Grignard    | Talbot T26C      |
| 30. duben    | Paříž Montlhery (Výsledky)               | Kolo   | Raymond Sommer     | Talbot T26C         |                  |
| 30. duben    | Paříž Montlhery (Výsledky)               | Pole   | -                  | -                   |                  |
| 15. červen   | British Empire Trophy Douglas (Výsledky) |        | Závod              | Bob Gérard          | ERA B            |
| 15. červen   | British Empire Trophy Douglas (Výsledky) | Kolo   | Reg Parnell        | Maserati 4CLT/48    |                  |
| 15. červen   | British Empire Trophy Douglas (Výsledky) | Pole   | Cuth Harrison      | ERA C               |                  |
| 9. červenec  | Jersey Road Race St.Helier (Výsledky)    |        | Závod              | Peter Whitehead     | Ferrari 125      |
| 9. červenec  | Jersey Road Race St.Helier (Výsledky)    | Kolo   | David Hampshire    | Maserati 4CLT/48    |                  |
| 9. červenec  | Jersey Road Race St.Helier (Výsledky)    | Pole   | David Hampshire    | Maserati 4CLT/48    |                  |
| 9. červenec  | Bari (Výsledky)                          |        | Závod              | Giuseppe Farina     | Alfa Romeo 158   |
| 9. červenec  | Bari (Výsledky)                          | Kolo   | Juan Manuel Fangio | Alfa Romeo 158      |                  |
| 9. červenec  | Bari (Výsledky)                          | Pole   | -                  | -                   |                  |
| 16. červenec | Albi (Výsledky)                          |        | Závod              | Louis Rosier        | Talbot T26C      |
| 16. červenec | Albi (Výsledky)                          | Kolo   | Juan Manuel Fangio | Maserati 4CLT/48    |                  |
| 16. červenec | Albi (Výsledky)                          | Pole   | Juan Manuel Fangio | Maserati 4CLT/48    |                  |
| 23. červenec | Nizozemska Zandvoort (Výsledky)          |        | Závod              | Louis Rosier        | Talbot T26C      |
| 23. červenec | Nizozemska Zandvoort (Výsledky)          | Kolo   | Raymond Sommer     | Talbot-Lago T26C-DA |                  |
| 23. červenec | Nizozemska Zandvoort (Výsledky)          | Pole   | Raymond Sommer     | Talbot-Lago T26C-DA |                  |
| 23. červenec | Grand Prix Národů Ženeva (Výsledky)      |        | Závod              | Juan Manuel Fangio  | Alfa Romeo 158   |
| 23. červenec | Grand Prix Národů Ženeva (Výsledky)      | Kolo   | Piero Taruffi      | Alfa Romeo 158      |                  |
| 23. červenec | Grand Prix Národů Ženeva (Výsledky)      | Pole   | Juan Manuel Fangio | Alfa Romeo 158      |                  |
| 7. srpen     | Nottingham Trophy Gamston (Výsledky)     |        | Závod              | David Hampshire     | Maserati 4CLT/48 |
| 7. srpen     | Nottingham Trophy Gamston (Výsledky)     | Kolo   | David Hampshire    | Maserati 4CLT/48    |                  |
| 7. srpen     | Nottingham Trophy Gamston (Výsledky)     | Pole   | David Hampshire    | Maserati 4CLT/48    |                  |
| 12. srpen    | Ulster Trophy Dundrod (Výsledky)         |        | Závod              | Peter Whitehead     | Ferrari 125      |
| 12. srpen    | Ulster Trophy Dundrod (Výsledky)         | Kolo   | Peter Whitehead    | Ferrari 125         |                  |
| 12. srpen    | Ulster Trophy Dundrod (Výsledky)         | Pole   | Brian Shawe-Taylor | ERA B               |                  |
| 15. srpen    | Grand Prix Pescara Pescara (Výsledky)    |        | Závod              | Juan Manuel Fangio  | Alfa Romeo 158   |
| 15. srpen    | Grand Prix Pescara Pescara (Výsledky)    | Kolo   | Juan Manuel Fangio | Alfa Romeo 158      |                  |
| 15. srpen    | Grand Prix Pescara Pescara (Výsledky)    | Pole   | Juan Manuel Fangio | Alfa Romeo 158      |                  |
| 26. srpen    | BRDC Silverstone (Výsledky)              |        | Závod              | Giuseppe Farina     | Alfa Romeo 158   |
| 26. srpen    | BRDC Silverstone (Výsledky)              | Kolo   | Juan Manuel Fangio | Alfa Romeo 158      |                  |
| 26. srpen    | BRDC Silverstone (Výsledky)              | Pole   | Juan Manuel Fangio | Alfa Romeo 158      |                  |
| 30. září     | Goodwood Trophy Goodwood (Výsledky)      |        | Závod              | Reg Parnell         | BRM P15          |
| 30. září     | Goodwood Trophy Goodwood (Výsledky)      | Kolo   | Reg Parnell        | BRM P15             |                  |
| 30. září     | Goodwood Trophy Goodwood (Výsledky)      | Pole   | Johnny Claes       | Talbot T26C         |                  |
| 29. říjen    | Penya Rhin Pedralbes (Výsledky)          |        | Závod              | Alberto Ascari      | Ferrari 375      |
| 29. říjen    | Penya Rhin Pedralbes (Výsledky)          | Kolo   | Alberto Ascari     | Ferrari 375         |                  |
| 29. říjen    | Penya Rhin Pedralbes (Výsledky)          | Pole   | Alberto Ascari     | Ferrari 375         |                  |

| Jezdec                | Vítězství | Podium | Pole position | Nej. kolo |
| --------------------- | --------- | ------ | ------------- | --------- |
| Reg Parnell           | 2         | 4      | 0             | 3         |
| Cuth Harrison         | 0         | 2      | 2             | 0         |
| Toulo de Graffenried  | 0         | 4      | 0             | 0         |
| Brian Shawe-Taylor    | 0         | 1      | 1             | 0         |
| Geoff Richardson      | 0         | 1      | 0             | 0         |
| Princ Bira            | 0         | 1      | 0             | 0         |
| Peter Whitehead       | 2         | 3      | 0             | 1         |
| David Hampshire       | 1         | 1      | 1             | 2         |
| Juan Manuel Fangio    | 4         | 5      | 6             | 4         |
| Luigi Villoresi       | 0         | 3      | 0             | 1         |
| Louis Rosier          | 2         | 4      | 0             | 0         |
| Raymond Sommer        | 0         | 0      | 1             | 2         |
| Maurice Trintignant   | 0         | 1      | 0             | 0         |
| Georges Grignard      | 1         | 1      | 0             | 0         |
| Jose Froilan Gonzalez | 0         | 1      | 0             | 0         |
| Alberto Ascari        | 1         | 2      | 2             | 1         |
| Alfredo Pian          | 0         | 1      | 0             | 0         |
| Piero Taruffi         | 0         | 2      | 0             | 1         |
| Luigi Fagioli         | 0         | 1      | 0             | 0         |
| Giuseppe Farina       | 2         | 2      | 1             | 0         |
| Dorino Serafini       | 0         | 1      | 0             | 0         |
| Louis Gerard          | 0         | 1      | 0             | 0         |
| Marc Versini          | 0         | 1      | 0             | 0         |
| Johnny Claes          | 0         | 0      | 1             | 0         |
| Bob Gérard            | 1         | 3      | 0             | 0         |

| Vůz        | Vítězství | Podium | Pole position | Nej. kolo |
| ---------- | --------- | ------ | ------------- | --------- |
| Alfa Romeo | 5         | 10     | 3             | 4         |
| Ferrari    | 3         | 10     | 2             | 3         |
| Talbot     | 3         | 5      | 2             | 2         |
| ERA        | 1         | 7      | 3             | 0         |
| Maserati   | 3         | 11     | 3             | 6         |
| Delage     | 0         | 2      | 0             | 0         |
| Simca      | 0         | 1      | 0             | 0         |
| BRM        | 1         | 1      | 0             | 1         |

## Závody jihoamerické série Formule Libre
| Datum        | Grand Prix            | Okruh                | Vítěz                | Vůz            | Výsledky |
| ------------ | --------------------- | -------------------- | -------------------- | -------------- | -------- |
| 8. leden     | Eva Duarte Perón      | Parco Palermo        | Luigi Villoresi      | Ferrari 166 FL | Výsledky |
| 15. leden    | General San Martín    | El Torreón           | Alberto Ascari       | Ferrari 166 FL | Výsledky |
| 22. leden    | Pohár Acción          | Parque Independencia | Luigi Villoresi      | Ferrari 166 FL | Výsledky |
| 28. květen   | Interlagos            | Interlagos           | Francisco Credentino | Maserati       | Výsledky |
| 4. červenec  | Quinta da Boa Vista   | Boa Vista            | —                    | —              | Výsledky |
| 11. červenec | Gávea                 | Gávea                | —                    | —              | Výsledky |
| 24. září     | Boa Vista             | Boa Vista            | Chico Landi          | Ferrari 125    | Výsledky |
| 1. říjen     | Pohár Interlagos      | Interlagos           | Chico Landi          | Ferrari 125    | Výsledky |
| 12. listopad | Paraná                | Parque Urquiza       | Juan Manuel Fangio   | Ferrari 166 FL | Výsledky |
| 18. listopad | Prezidenta Alessandri | Palma                | Juan Manuel Fangio   | Ferrari 166 FL | Výsledky |
| 24. prosinec | 500 mil De Rafaela    | Rafaela              | Juan Manuel Fangio   | Talbot T26C    | Výsledky |